# 神經元

神經元細胞結構示意圖

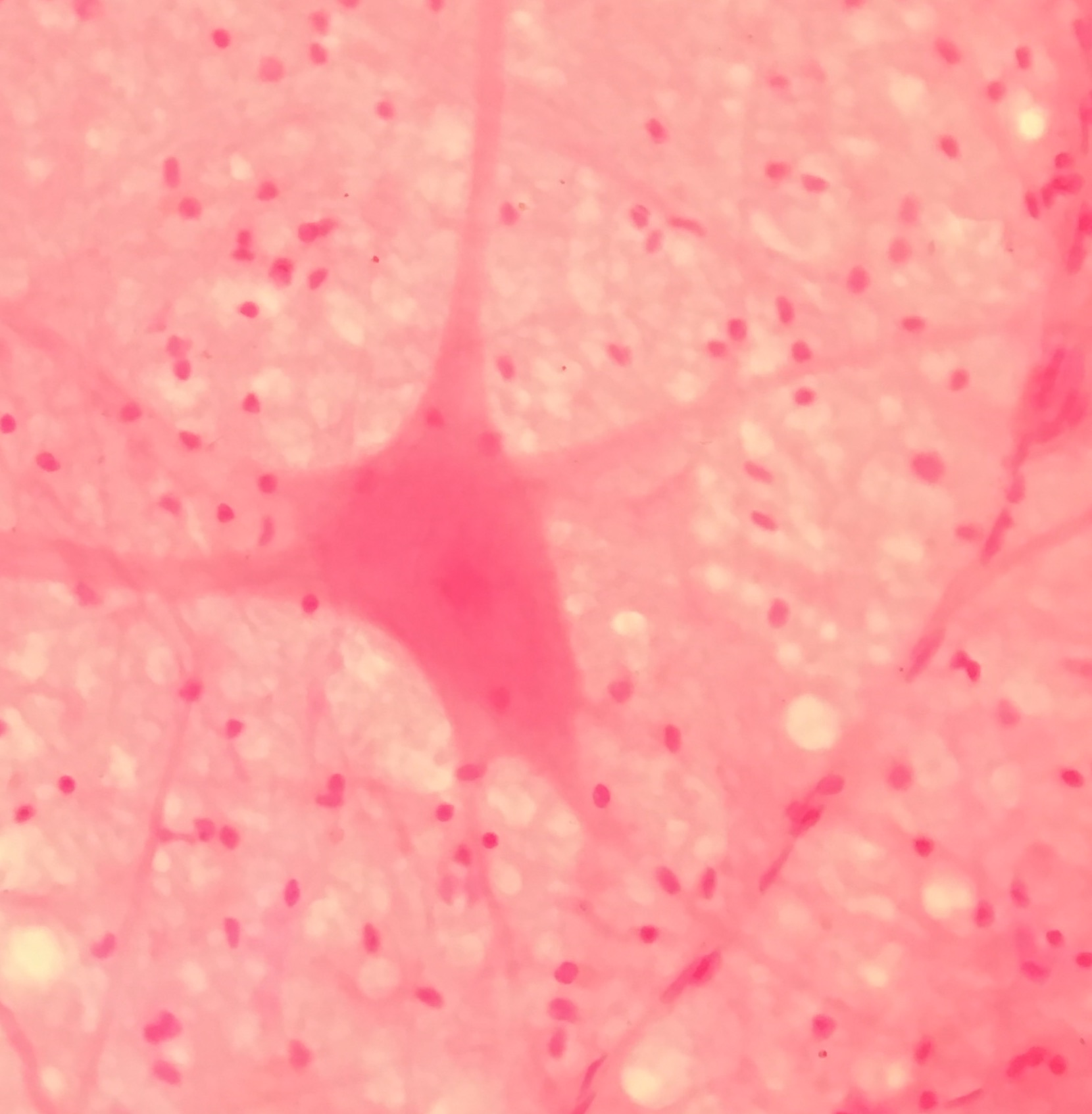
神經組織切片。中央稍左的大片染色區是神經元胞體，可見其具有樹突與軸突延伸而出的結構。包圍神經元的是膠質細胞；遍布全圖的濃染小圓點，即為膠質細胞的細胞核。

神经元（英語：neuron）又名神经细胞（nerve cell），是组成神经系统结构和执行神经功能活动的一大类高度分化细胞，由胞体和胞突（树突和轴突）组成，属神经组织的基本结构和功能单位。神经元大致分为：感觉（传入）神经元，运动（传出）神经元、联络（中间）神经元三类。
神经元具有感受刺激、整合信息和传导冲动的能力。神经元感知环境的变化后，再将信息传递给其他的神经元，并指令集体做出反应。神經元佔了神經系統約一半，其他大部分由神經膠質細胞所構成。神经元的基本構造包括：樹突、軸突、髓鞘和細胞核。傳遞形成電流，在其尾端為受體，藉由化學物質（神經傳遞物質，如多巴胺、乙醯膽鹼等）傳導，在適當的量傳遞後在兩個突觸間形成電流傳導。
据估计，人脑中约有850-1200亿个神经元，神经胶质细胞的数目则更是其10倍之多。

## 演化生物學
前寒武纪新元古代的腔腸動物已擁有神經元和突觸的瀰散的神經網絡。

## 形態學
虽然神经元形态与功能多种多样，但结构上大致都可分成細胞体（胞体）和神经突（胞突）两部分。神经突又分树突（dendrite）和轴突（axon）两种。轴突往往很长，由细胞的轴丘分出，其直径均匀，开始一段称为始段，离开细胞体若干距离后始获得髓鞘，成为神经纤维。习惯上把神经纤维分为有髓纤维（myelinated fiber）与无髓纤维（unmyelinated fiber）两种，实际上所谓无髓纤维也有一薄层髓鞘，并非完全无髓鞘。
細胞体的大小差异很大，小的直径仅5～6μm，大的可达100μm以上。突起的形态、数量和长短也很不相同。树突多呈树状分支，它可接受刺激并将冲动传向胞体；轴突呈细索状，末端常有分支，称轴突终末（axon terminal），轴突将冲动从胞体传向终末。通常一个神经元有一个至多个树突，但轴突只有一条。神经元的胞体越大，其轴突越长。
不論是何種神經元，皆可分成：接收區（receptive zone）、觸發區（trigger zone）、傳導區（conducting zone），和輸出區（output zone）。
接收區（receptive zone）：為樹突到胞體的部份（偽單極神經元為接受器的部份），會有電位的變化，為階梯性的生電（graded electrogenesis）。所謂階梯性是指樹突接受（接受器）不同來源的突觸，如果接收的來源越多，對胞體膜電位的影響越大，反之亦然。而接受的訊息在胞體內整合。
觸發區（trigger zone）：在胞體整合的電位，決定是否產生神經衝動的起始點。位於軸突和胞體交接的地方。也就是軸丘（axon hillock）的部份。
傳導區（conducting zone）：為軸突的部份，當產生動作電位（action potential）時，傳導區能遵守全有全無的定律（all or none）來傳導神經衝動。
輸出區（output zone）：神經衝動的目的就是要讓神經末梢，突觸的神經傳遞物質或電力釋出，才能影響下一個接受的細胞（神經元、肌肉細胞或是腺體細胞），此稱為突觸傳遞。

## 分類
神经元按照傳輸方向及功能可分为三种：感覺神經元、运动神经元、聯絡神經元。不同功能、不同區域的神經元外型有所差異，依照突起的多寡分成多極神經元、單極神經元（偽單極神經元）、雙極神經元。如感覺神經元中的偽單極神經元，因為看起來只有一個突觸，只有單一條軸突，沒有樹突而得名。

## 文內注釋
1. ↑  Herculano-Houzel S. The human brain in numbers: a linearly scaled-up primate brain. Front Hum Neurosci. 2009 Nov 9;3:31. doi: 10.3389/neuro.09.031.2009. PMID 19915731; PMCID: PMC2776484.
2. ↑  Purves, Dale.  5th. Sunderland, Mass. 2012: 8–10. ISBN 9780878936953.
3. ↑  迪克·斯瓦伯（荷兰语：Dick Swaab）. . 北京: 中国人民大学出版社. 2011: 321. 王奕瑶、陈琰璟、包爱民译。原始神经元的发育可以追溯到6.5 亿到5.43 亿年前的前寒武纪时代。在那时，腔肠动物已经拥有包含了真正神经元和突触的弥散的神经网络。
4. ↑  . 昆士兰大学. 2017-11-09  [2021-02-20]. （原始内容存档于2021-04-22） （英语）.
5. ↑  . 杨百翰大学.   [2021-02-20]. （原始内容存档于2021-03-21） （英语）.

## 延伸閱讀
- Kandel E.R., Schwartz, J.H., Jessell, T.M. 2000. Principles of Neural Science, 4th ed., McGraw-Hill, New York.
- Bullock, T.H., Bennett, M.V.L., Johnston, D., Josephson, R., Marder, E., Fields R.D. 2005. The Neuron Doctrine, Redux, Science, V.310, p. 791–793.
- Ramón y Cajal, S. 1933 Histology, 10th ed., Wood, Baltimore.
- Richard S. Snell: Clinical neuroanatomy (Lippincott Williams & Wilkins, Ed.6th 2006) Philadelphia, Baltimore, New York, London. ISBN 978-963-226-293-2
- Roberts A., Bush B.M.H. 1981. Neurones Without Impulses. Cambridge University Press, Cambridge.
- Peters, A., Palay, S.L., Webster, H, D., 1991 The Fine Structure of the Nervous System, 3rd ed., Oxford, New York